# Kandava
Kandava alemany: Kandau) (en livonià: Kāndav) és un poble del municipi homònim, del qual és el centre administratiu, a Letònia, està situat a uns 90 km de Riga.

## Història
Al segle X els curonians van expulsar els nadius livonians de la zona. La primera menció escrita de Kandava data de 1230. El 1253 es va construir un castell al voltant del qual es va desenvolupar la vila, aconseguint els drets de mercat el 1625.
A l'època del duc Jacob Kettler de Curlàndia es van establir diferents manufactures afavorint que la població augmentés i sobrepassés els 1.000 habitants. Tanmateix, durant les Guerres del Nord el castell va ser destruït algunes vegades i darrere una gran epidèmia de l'any 1710 la zona es va despoblar.
Com a part de la gubèrnia de Curlàndia russa la zona es va recuperar i el 1893 se li van concedir els drets de ciutat. El 1904 es va inaugurar l'estació de ferrocarril pertanyent a la línia Riga - Ventspils. Quan el 1915, durant la Primera Guerra Mundial, el front més proper va ser traslladat, es va evacuar el 75% dels seus habitants. Després de la Segona Guerra Mundial diverses indústries es van establir en la zona propiciant que el nombre d'habitants es dupliqués el 1989.

## Persones notables
- Osward Külpe (1862-1915), filòsof i psicòleg.